# Urava Red Diamonds
Urava Red Diamonds (japonsko 浦和レッドダイヤモンズ) je japonski nogometni klub iz Saitame, ki igra v prvi japonski ligi. Ustanovljen je bil leta 1950, domači stadion kluba je Saitama  Stadion. Urawa je najbolj priljubljen klub na Japonskem

## Uspehi
- Japonski pokal
  - Zmagovalci: (7 x ) 1971, 1973, 1978, 1980, 2003, 2005, 2006

- Japonski prvaki
  - Zmagovalci: (5 x ) 1969, 1973, 1978, 1982, 2006